# Aquarius grisebachii
Aquarius grisebachii (Small) Christenh. & Byng è una pianta acquatica appartenente alla famiglia delle Alismatacee, diffusa in natura in America centrale e Sud America.

## Acquariofilia
La sua facilità di coltivazione la rende una pianta adatta anche agli acquariofili alle prime armi.